# Сінгапай
Сінгапа́й (рос. Сингапай) — селище у складі Нефтеюганського району Ханти-Мансійського автономного округу Тюменської області, Росія. Адміністративний центр Сінгапайського сільського поселення.
Стара назва — Сангапай.